# Keskastel
Keskastel es una localidad y comuna francesa, situada en el departamento de Bajo Rin en la región de Alsacia.
| 1306 | 1366 | 1297 | 1316 | 1362 | 1438 |
| Para los censos de 1962 a 1999 la población legal corresponde a la población sin duplicidades (Fuente: INSEE [Consultar]) |      |      |      |      |      |